# Brigadier Jerry

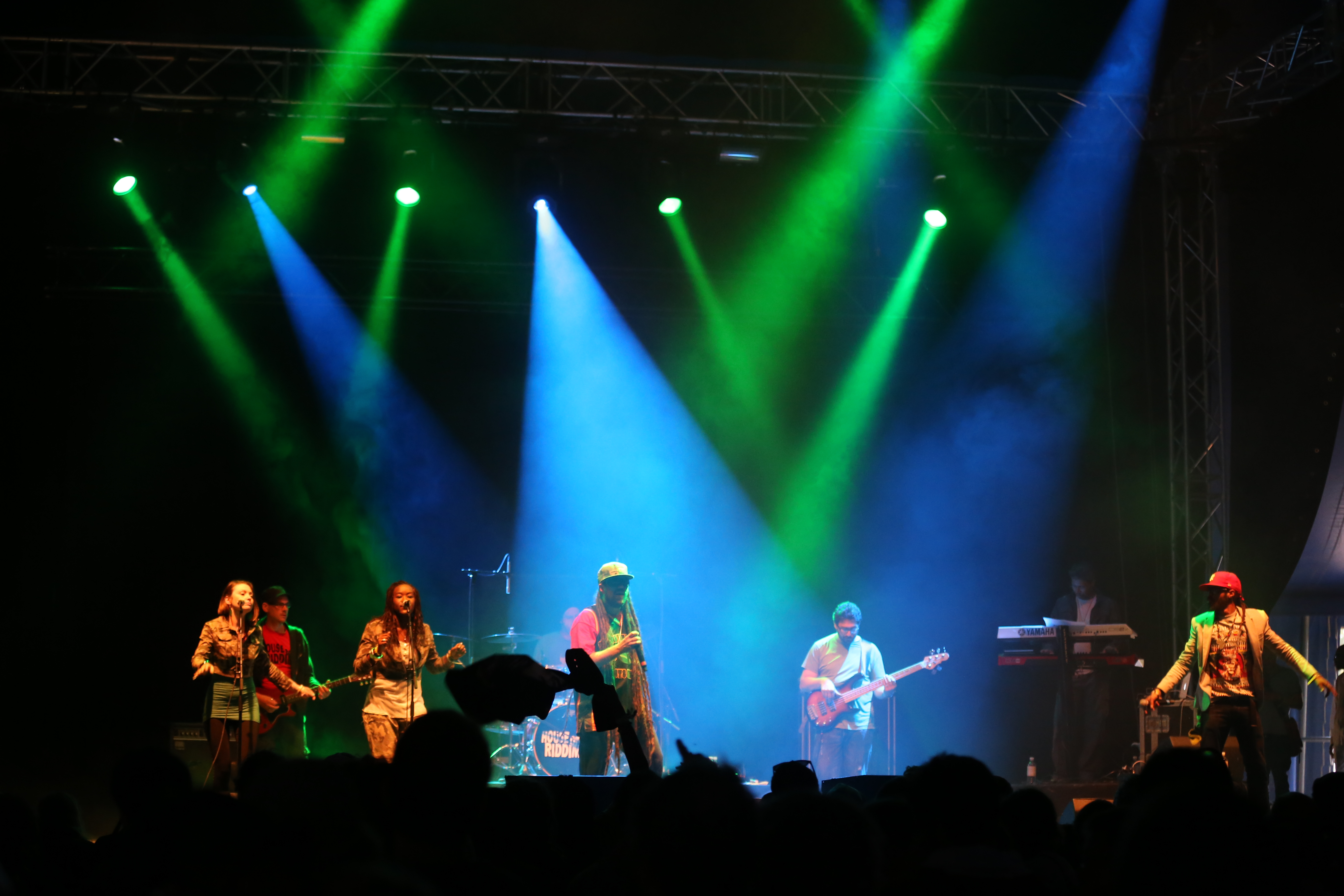
Brigadier Jerry & Jah Sun (2013)

Robert Russell dit Brigadier Jerry, ou (Papa) Briggy ou The Originator, né le 28 septembre 1957 à Kingston (Jamaïque).
Deejay phare des années 1980, il fut et demeure un des deejays les plus populaires et les plus influents de Jamaïque, avec U Roy et Yellowman. Il commence sa carrière au début des années 1970 dans le sound system de U Roy, King Sturgav.
Il est depuis la fin des années 1970, un des deejays attitrés du sound system Jahlovemuzik qui appartient à la branche rastafari des 12 Tribus d'Israël ; ce qui peut expliquer qu'il a sorti si peu de disques, malgré sa prolixité en sound system, comme le montrent les nombreux pirates en circulation.
Il vit à New York depuis 1988.

## Biographie
Robert Russell dit Brigadier "The General" Jerry est né en 1957 à Papine, dans l’est de Kingston. Il s’intéressa de bonne heure à la musique, se liant d’abord au système sonore King Stur-Gav Hi-Fi de U Roy. Les premières apparitions sur la scène de Jerry ont été réalisées en tant que jeune homme jouant de la comédie stand-up, mais il a rapidement basculé vers le DJ (DJ) pour les systèmes de sonorisation locaux. Il est devenu membre de la branche rastafarienne de l'organisation des Douze Tribus d'Israël en 1978 et a diffusé leur message sur le système sonore Jah Love Muzik. En 1980, le brigadier Jerry était l’un des artistes les plus recherchés de la Jamaïque grâce aux systèmes de sonorisation de l’île, et un deejay très respecté parmi ses pairs. Il a enregistré pour Studio One au début des années 1980 avant de faire ses premiers succès avec "Pain" (sur le riddim Answer/Never Let Go) et "Gwan a School" pour le producteur Delroy Stansbury sur le label Jwyanza en 1982. Son premier album était l’enregistrement en direct Live at the Controls en 1983 et son premier album studio, Jamaica Jamaica, est sorti en 1985.
Jerry a également nourri la carrière de sa sœur, qui s'est produite et enregistrée sous le nom de Sister Nancy. 
Briggy (comme on l'appelle affectueusement) bavarde souvent des versets directement à partir de la Bible et prêche contre les maux du relâchement dans la musique du dancehall lors de ses représentations. Il attribue son modèle unique à la fusion des styles de quelques artistes qui l'ont précédé, dont U-Roy, Prince Jazzbo, Big Youth et Dennis Alcapone. 
Jerry a enregistré cinq albums au fil des ans, mais la majeure partie de sa carrière a été consacrée à la tournée dans le monde entier, ainsi qu’à la Jamaïque, sur plus d’un système de sonorisation. Il enregistre toujours un single occasionnel, plus récemment pour le label Ranking Joe, mais reste principalement un artiste en direct (principalement pour King Sturgav). Il est considéré par beaucoup comme le plus grand élève de U-Roy. une écurie qui comprend Ranking Joe, Josey Wales, Charlie Chaplin, U Brown et des DJ contemporains tels que Buju Banton.
Il a vécu à New York avec sa femme et ses enfants entre 1988 et 1991 avant de retourner en Jamaïque et de se produire à nouveau sur le système sonore Jah Love Muzik. À la fin des années 1990, U-Roy a repris son son Stur-Gav et Jerry est revenu en tant que DJ de tournée. Il est maintenant basé aux États-Unis.

## Discographie

### Singles
- 1982 - Pain (Jwyanza)
- 1984 - Jamaica, Jamaica (Jah Love Muzik)
- 1988 - Hard Drugs (Pineer Muzik)
- 1988 - Leave It Alone (Supreme)
- 198X - Gwaan a School (Jwyanza)
- 198X - Warn Them (Ashandan)
- 198X - Everyman a me brethren (Studio One)
- 198X - Ram dance master (Studio One)
- 198X - Dance in Montreal (Studio One)
- 198X - Talkative (Tappa) - avec Dennis Brown
- 198X - Horse a gallop (Powerhouse)

### Albums
- 1983 - Live at the Control (Vista Sound) - semi-officiel
- 1984 - Jwyanza (compilation de plusieurs artistes)
- 1985 - Jamaica Jamaica (RAS Records) édition cd en 1990
- 1990 - On The Road (RAS)
- 1993 - Hail Him (Tappa)
- 1995 - Freedom Street 1978-80 (VP Records)
- 2009 - Shower of Blessings